# 米达尔斯冰原
米达尔斯冰原（發音：[ˈmirˌtalsˌjœːkʏtl̥] ⓘ）是冰岛位置最南的冰川，其冰島語意思為「濕地谷的冰河」。面积590平方公里，为冰岛第四大冰川。西临埃亚菲亚德拉冰盖。冰川下有著名的活火山卡特拉火山。